# Sri-lankische Badmintonmeisterschaft 2004
Die Sri-lankische Badmintonmeisterschaft 2004 fand im Dezember 2004 in Colombo statt. Es war die 52. Austragung der nationalen Titelkämpfe im Badminton in Sri Lanka.

## Austragungsort
- Royal College Sports Complex, Colombo

## Finalergebnisse
| Disziplin    | Sieger                                | Finalist                              | Ergebnis           |
| ------------ | ------------------------------------- | ------------------------------------- | ------------------ |
| Herreneinzel | Niluka Karunaratne                    | U. D. R. P. Kumara                    | 15-4, 15-12        |
| Dameneinzel  | Thilini Jayasinghe                    | Chandrika de Silva                    | 11-9, 11-5         |
| Herrendoppel | Thushara Edirisinghe Duminda Jayakody | Niluka Karunaratne Diluka Karunaratne | 15-6, 10-15, 15-11 |
| Damendoppel  | Chandrika de Silva                    |                                       |                    |
| Mixed        | Chandrika de Silva                    |                                       |                    |